# Juneyao Airlines
Juneyao Air (tiếng Trung: 上海吉祥航空有限公司; bính âm: Shànghǎi Jíxiáng Hángkōng Yǒuxiàngōngsī "Cát Tường hàng không"), tên gọi trước đây là Juneyao Airlines, là một hãng hàng không khu vực đóng ở Trường Ninh, Thượng Hải, Trung Quốc, cung ứng các chuyến bay chở khách với hai sân bay Thượng Hải (Hồng Kiều và Phố Đông). Công ty được lập năm 2005 là công ty con của Juneyao Group.

## Tuyến bay
Bangkok-Suvarnabhumi, Bao Đầu, Bắc Hải, Trường Xuân, Trường Sa, Cheongju, Chiang Mai, Trùng Khánh, Đại Liên, Đông Doanh, Phúc Châu, Quế Lâm, Hải Khẩu, Hailar, Cáp Nhĩ Tân, Hồng Kông, Jeju, Cao Hùng, Krabi, Lệ Giang, Macau, Naha, Osaka-Kansai, Phuket, Kiềm Giang, Thanh Đảo, Tam Á, Thẩm Dương, Thạch Gia Trang, Đài Bắc-Đào Viên, Thiên Tân, Thông Liêu, Vũ Hán, Hạ Môn, Tây An, Tương Phàn, Tây Ninh, Yangyang, Ngân Xuyên, Chu Hải

## Đội bay
Thời điểm tháng 9 năm 2021:
| Máy bay            | Đang hoạt động | Đặt hàng | Hành khách | Hành khách | Hành khách | Ghi chú |
| Máy bay            | Đang hoạt động | Đặt hàng | C          | Y          | Tổng       | Ghi chú |
| ------------------ | -------------- | -------- | ---------- | ---------- | ---------- | --- |
| Airbus A320-200    | 35             | —        | 8          | 150        | 158        | B-6717 mang logo 10th Anniversary |
| Airbus A320neo     | 12             | —        | 8          | 156        | 164        | |

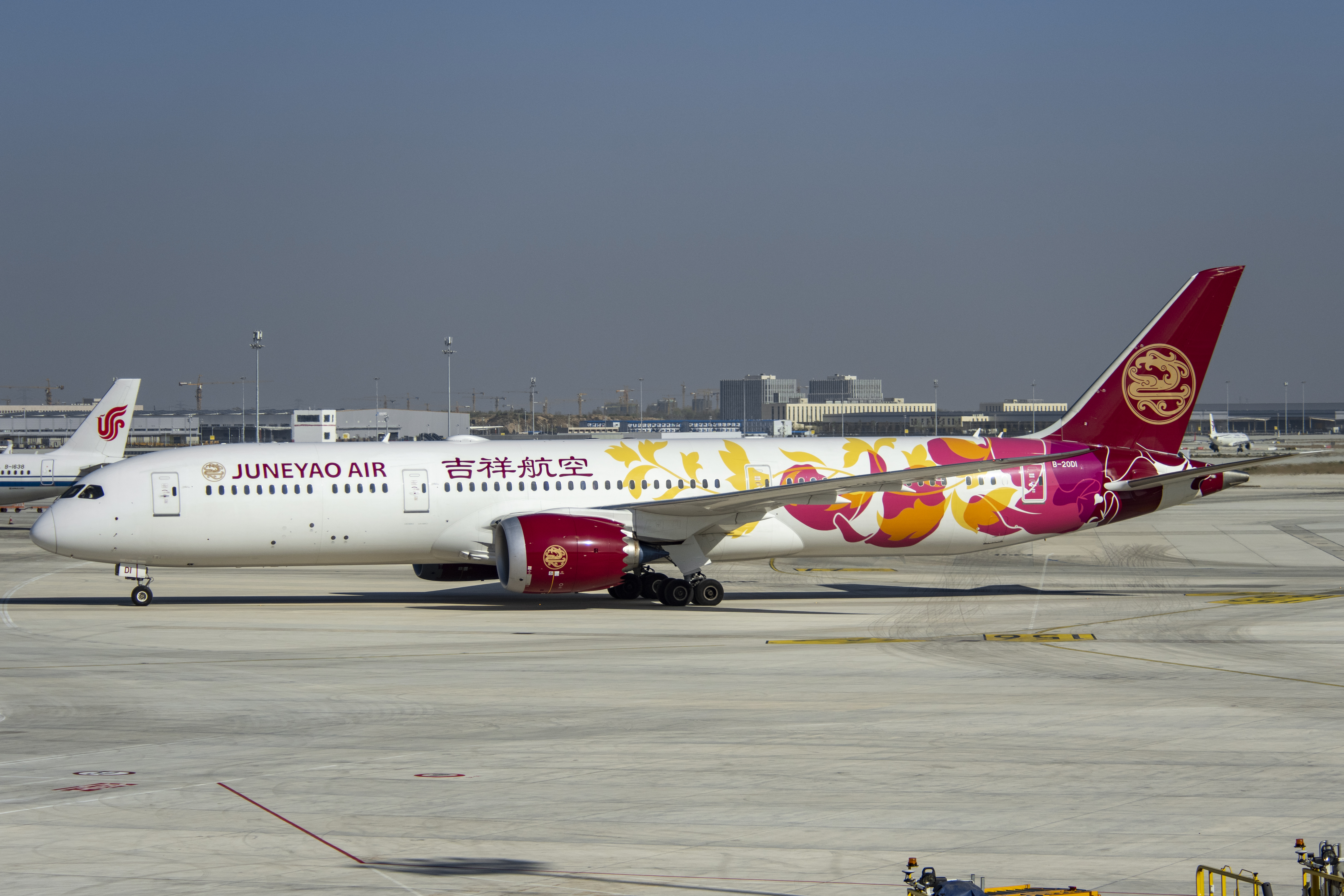
Boeing 787-9

| Airbus A321-200    | 27             | —        | 12         | 178        | 190        | B-1808 mang màu sơn toàn bộ màu đỏ B-8068 mang logo Chinese Red Peony (红动中国) |
| Airbus A321neo ACF | 3              | —        | 8          | 199        | 207        | B-30EQ mang màu sơn Colourful Petals (绚彩花瓣) |
| Boeing 787-9       | 6              | 4        | 29         | 295        | 324        | B-1115, B-209R mang màu sơn Chinese Peony (梦旅生花) B-207N, B-208A mang màu sơn Chinese Silk Ribbon (丝路飘带) B-20D1 mang màu sơn Colourful Petals (绚彩花瓣) B-20DT mang màu sơn Chinese Peony (梦旅生花), "100th B787 for China" |
| Tổng cộng          | 83             | 4        |            |            |            | |